# ノインキルヒェン郡 (オーストリア)

ノインキルヒェン郡
Bezirk Neunkirchen

ノインキルヒェン郡（ノインキルヒェンぐん、独: Bezirk Neunkirchen）は、オーストリアのニーダーエスターライヒ州にある郡（Bezirk; 行政管区とも訳される）。郡庁所在地はノインキルヒェン。

## 地勢
ノインキルヒェン郡はニーダーエスターライヒ州南東部のインドゥストリーフィアテルに位置する。西でリリエンフェルト郡と、北と東でヴィーナー・ノイシュタット＝ラント郡と、北東でウィーナー・ノイシュタットと接している。また南から東にかけてはシュタイアーマルク州との州境になっており、南から順にハルトベルク郡・ヴァイツ郡・ミュルツツーシュラーク郡と接している。

## 市町村
ノインキルヒェン郡には以下の44の市町村（Gemeinde; ゲマインデ）がある。そのうちテルニッツとノインキルヒェンおよびグロッグニッツが市（Stadt）に、14自治体が町（Marktgemeinde; 市場町）に指定されている。
- アルテンドルフ Altendorf

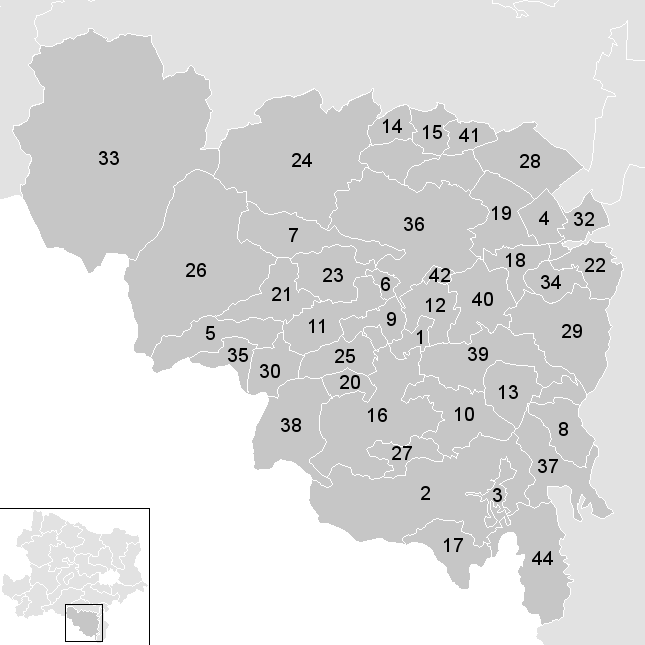
ノインキルヒェン郡各自治体の位置

- アスパング＝マルクト Aspang-Markt （町）
- アスパングベルク＝ザンクト・ペーター Aspangberg-Sankt Peter
- ブライテナウ Breitenau
- ブライテンシュタイン Breitenstein
- ブーフバッハ Buchbach
- ビュルク＝フェーシュテンホーフ Bürg-Vöstenhof
- エドリッツ Edlitz （町）
- エンツェンライト Enzenreith
- ファイストリッツ・アム・ヴェクセル Feistritz am Wechsel
- グロッグニッツ Gloggnitz （市）
- グラーフェンバッハ＝ザンクト・ヴァレンティン Grafenbach-Sankt Valentin （町）
- グリメンシュタイン Grimmenstein （町）
- グリュンバッハ・アム・シュネーベルク Grünbach am Schneeberg （町）
- ヘーフライン・アン・デア・ホーフェン・ヴァント Höflein an der Hohen Wand
- キルヒベルク・アム・ヴェクセル Kirchberg am Wechsel （町）
- メーニヒキルヒェン Mönichkirchen （町）
- ナッチュバッハ＝ロイパースバッハ Natschbach-Loipersbach
- ノインキルヒェン Neunkirchen （市）
- オッタータール Otterthal
- パイヤバッハ Payerbach （町）
- ピッテン Pitten （町）
- プリグリッツ Prigglitz
- プフベルク・アム・シュネーベルク Puchberg am Schneeberg
- ラーヒ・アム・ホーホゲビルゲ Raach am Hochgebirge
- ライヒェナウ・アン・デア・ラクス Reichenau an der Rax
- シャイブリングキルヒェン＝テルンベルク Scheiblingkirchen-Thernberg （町）
- ショットヴァイン Schottwien （町）
- シュラッテンバッハ Schrattenbach
- シュヴァルツァウ・アム・シュタインフェルデ Schwarzau am Steinfelde
- シュヴァルツァウ・イム・ゲビルゲ Schwarzau im Gebirge
- ゼーベンシュタイン Seebenstein
- ゼメリング Semmering
- ザンクト・コロナ・アム・ヴェクセル Sankt Corona am Wechsel
- ザンクト・エギュデン・アム・シュタインフェルト Sankt Egyden am Steinfeld
- テルニッツ Ternitz （市）
- トマスベルク Thomasberg
- トラッテンバッハ Trattenbach
- ヴァルト Warth （町）
- ヴァルトマンシュテッテン Wartmannstetten （町）
- ヴィレンドルフ Willendorf
- ヴィンパッシング・イム・シュヴァルツァタレ Wimpassing im Schwarzatale （町）
- ヴュルフラハ Würflach
- ツェベルン Zöbern